# Велико острво, Ислаз
Велико острво, Ислаз (рум. Ostrovul Mare) је острво на Дунаву и природни резерват,  заједно са острвом Калноват (рум. Ostrovul Calnovăţ), у непосредној близини Ислаза (рум. Islaz, Teleorman). На острву се узгаја колонија патуљастих корморана (Phalacrocorax pygmeus).
Ово острво је заштићено подручје од националног интереса које одговара категорији IUCN IV (природни резерват флористичког и фауналног типа ), а налази се у округу Телеорман , на административној територији опћине Ислаз.

## Опис
Природни резерват Велико острво који се налази на Дунаву код Ислаза, округ Телеорман, одређен је Одлуком Владе бр. 1143/2007 о успостављању нових заштићених природних подручја, на основу Одлуке Вијећа округа Телеорман 816/2005; Велико острво формира заједничко тело са острвом Калноват. Од тренутка именовања, шумски округ Цорабиа примјењује режим резервација шума. Од 2008. године резервација је у старатељству удружења Екуилибру.

## Сврха заштите
Природни резерват од 140 ха предвиђен је за заштиту птица и њихових станишта, посебно патуљастих корморана (Phalacrocorax pygmeus) који се гнезде у црним и белим тополима на острву.